# Nabicula subcoleoptrata
Nabicula subcoleoptrata är en insektsart som beskrevs av Kirby 1837. Nabicula subcoleoptrata ingår i släktet Nabicula och familjen fältrovskinnbaggar. Inga underarter finns listade i Catalogue of Life.